# Faltmesser

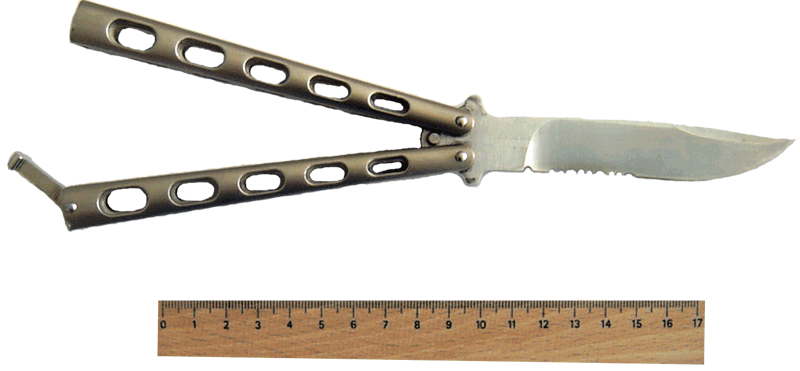
Balisong

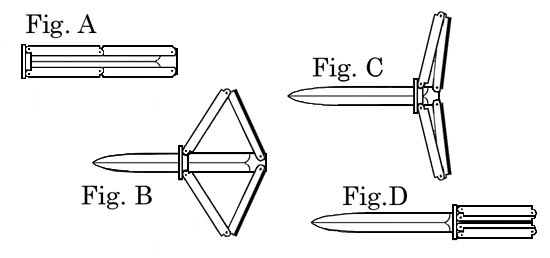
Funktionsweise eines Pantographmessers

Faltmesser sind Messer, deren Klingen aus- und eingefaltet werden können. Sie weisen zwei Griffarme zum Umhüllen der Klinge auf, die entweder neben- oder hintereinander angeordnet sind. Sie untergliedern sich in Balisong-Messer (Butterfly-Messer) mit zwei nebeneinander liegenden Griffarmen, in Jakobsleitermesser mit zwei hintereinander liegenden Griffarmen und in Pantographmesser mit zwei nebeneinander liegenden spreizklappbaren Griffarmen.
Im Gegensatz zu Klappmessern umschließen die Griffarme die Klinge im geschlossenen Zustand vollständig. Dadurch kann sie auch zweischneidig geschliffen werden.